# Hatalov
Hatalov (ungarisch Gatály) ist eine Gemeinde im Osten der Slowakei mit 730 Einwohnern (Stand 31. Dezember 2024), die zum Okres Michalovce, einem Teil des Košický kraj, gehört und in der traditionellen Landschaft Zemplín liegt.

## Geographie
Die Gemeinde befindet sich in der Ostslowakischen Ebene im Ostslowakischen Tiefland, auf einem alten Aggradationsdeich des Laborec, am kleinen Bach Žbinský potok, der südlich des Ortes in den kanalisierten Fluss Duša mündet. Das Ortszentrum liegt auf einer Höhe von 108 m n.m. und ist 12 Kilometer von Michalovce entfernt.
Nachbargemeinden sind Žbince im Westen, Nordwesten, Norden und Nordosten, Sliepkovce im Osten, Budkovce im Südosten, Dúbravka im Süden, Bracovce im Südwesten und Ložín im Westen.

## Geschichte
Hatalov wurde zum ersten Mal 1278 schriftlich erwähnt, als es Gut eines Edelmanns namens Gothal war, nach älteren Quellen stammt die erste schriftliche Erwähnung erst aus dem Jahr 1326 und lautet Gathal. weitere historische Bezeichnungen sind unter anderen Olchel, Olcheb (1344), Alcheb a. n. Gathal (1406) und Hatalow (1773). Das Dorf war Besitz mehrerer landadliger Gutsherren. 1505 wurde eine nahe Burg erwähnt. 1600 gab es 16 Untertanen-Häuser, einen oder zwei Landsitze, einen Pfarrhof, eine Kirche sowie eine Schule, somit war Hatalov ein mittelgroßes Dorf. Doch im Verlauf des 17. Jahrhunderts verarmten die Einwohner und wanderten aus, sodass der Ort 1715 und 1720 ganz verlassen war.
1787 hatte die Ortschaft 44 Häuser und 387 Einwohner, 1828 zählte man 98 Häuser und 719 Einwohner, die als Landwirte und Obstbauern tätig waren. Die Einwohner nahmen am Ostslowakischen Bauernaufstand von 1831 teil. Von 1880 bis 1900 wanderten viele Einwohner aus. Im 19. und 20. Jahrhundert besaß die Familie Widder die Ländereien sowie die örtliche Brennerei.
Bis 1918/1919 gehörte der im Komitat Semplin liegende Ort zum Königreich Ungarn und kam danach zur Tschechoslowakei beziehungsweise heute Slowakei. In der Zeit der ersten tschechoslowakischen Republik waren die Einwohner als Landwirte beschäftigt. Nach dem Zweiten Weltkrieg pendelte ein Teil der Einwohner zur Arbeit in Industriebetriebe in der Umgebung, während andere im Staatsgut arbeiteten.

## Bevölkerung
| Jahr                | 1994 | 2004    | 2014    | 2024    |
| ------------------- | ---- | ------- | ------- | ------- |
| Anzahl der Personen | 820  | 756     | 747     | 730     |
| Unterschied         |      | −7,80 % | −1,19 % | −2,27 % |

| Jahr                | 2023 | 2024    |
| ------------------- | ---- | ------- |
| Anzahl der Personen | 728  | 730     |
| Unterschied         |      | +0,27 % |

Nach der Volkszählung 2011 wohnten in Hatalov 769 Einwohner, davon 660 Slowaken, 97 Roma, drei Magyaren, zwei Russinen sowie jeweils ein Tscheche und Ukrainer. Zwei Einwohner gaben eine andere Ethnie an und drei Einwohner machten keine Angabe zur Ethnie.
458 Einwohner bekannten sich zur römisch-katholischen Kirche, 182 Einwohner zur griechisch-katholischen Kirche, 12 Einwohner zur orthodoxen Kirche, sechs Einwohner zur reformierten Kirche, vier Einwohner zur Evangelischen Kirche A. B. sowie jeweils ein Einwohner zur altkatholischen Kirche und zur evangelisch-methodistischen Kirche. Zwei Einwohner bekannten sich zu einer anderen Konfession, 17 Einwohner waren konfessionslos und bei 86 Einwohnern wurde die Konfession nicht ermittelt.

## Verkehr
Durch Hatalov führt die Cesta III. triedy 3739 („Straße 3. Ordnung“) von Veľké Raškovce und Slavkovce heraus und weiter nach Močarany (Stadtteil von Michalovce). Der Ort hat einen Bahnhof an der Bahnstrecke Veľké Kapušany–Bánovce nad Ondavou.

## Bauwerke und Denkmäler
- moderne römisch-katholische Kirche Mariä Himmelfahrt aus dem Jahr 1973